# Zofinguen
Zofinguen (en francès Zofingue) és un municipi del cantó d'Argòvia (Suïssa), situat al districte de Zofingue.